# Psychotria alatipes
Psychotria alatipes är en måreväxtart som beskrevs av Herbert Fuller Wernham. Psychotria alatipes ingår i släktet Psychotria och familjen måreväxter. Inga underarter finns listade i Catalogue of Life.